# Tourette-du-Château
Pour les articles homonymes, voir Tourette et Tourrette.
Tourette-du-Château est une commune française située dans le département des Alpes-Maritimes en région Provence-Alpes-Côte d'Azur. Ses habitants sont appelés les Tourrettans.

## Géographie

### Localisation
Tourette-du-Château se trouve dans l’extrême sud-est de la France continentale. Elle est située à 43,5 km de Nice, non loin de la commune de Gilette.

### Géologie et relief
La commune se compose de 41,95 hectares de territoires agricoles (4,36 %) et 919,63 hectares de forêts et milieux semi-naturels (95,60 %).
Village perché situé dans la vallée de l'Estéron, membre du parc naturel régional des Préalpes d'Azur.

### Catastrophes naturelles - Sismicité
Le 2 octobre 2020, de nombreux villages des diverses vallées des Alpes-Maritimes (Breil-sur-Roya, Fontan, Roquebillière, St-Martin-Vésubie, Tende...) sont fortement impactés par un "épisode méditerranéen" de grande ampleur. Certains hameaux sont restés inaccessibles jusqu'à plus d'une semaine après la catastrophe et l'électricité n'a été rétablie que vers le 20 octobre. L'Arrêté du 7 octobre 2020 portant reconnaissance de l'état de catastrophe naturelle a identifié 55 communes, dont Tourette-du-Château, au titre des "Inondations et coulées de boue du 2 au 3 octobre 2020".
Commune située dans une zone de sismicité moyenne.

### Hydrographie et les eaux souterraines
Cours d'eau traversant la commune :
- Les ruisseaux de Ciavarlina, de Paolo, des Fontettes et du Serse et de Vestoasc.

### Climat
Pour des articles plus généraux, voir Climat de Provence-Alpes-Côte d'Azur et Climat des Alpes-Maritimes.
En 2010, le climat de la commune est de type climat méditerranéen altéré, selon une étude du Centre national de la recherche scientifique s'appuyant sur une série de données couvrant la période 1971-2000. En 2020, Météo-France publie une typologie des climats de la France métropolitaine dans laquelle la commune est exposée à un climat méditerranéen et est dans la région climatique  Var, Alpes-Maritimes, caractérisée par une pluviométrie abondante en automne et en hiver (250 à 300 mm en automne), un très bon ensoleillement en été (fraction d’insolation > 75 %), un hiver doux (8 °C) et peu de brouillards. 
Pour la période 1971-2000, la température annuelle moyenne est de 11,4 °C, avec une amplitude thermique annuelle de 15,4 °C. Le cumul annuel moyen de précipitations est de 1 122 mm, avec 5,9 jours de précipitations en janvier et 3,8 jours en juillet. Pour la période 1991-2020, la température moyenne annuelle observée sur la station météorologique de Météo-France la plus proche, « Levens », sur la commune de Levens à 7 km à vol d'oiseau, est de 12,9 °C et le cumul annuel moyen de précipitations est de 982,1 mm. 
La température maximale relevée sur cette station est de 35,1 °C, atteinte le 28 juin 2019 ; la température minimale est de −7,8 °C, atteinte le 6 février 2012,,. 
Les paramètres climatiques de la commune ont été estimés pour le milieu du siècle (2041-2070) selon différents scénarios d'émission de gaz à effet de serre à partir des nouvelles projections climatiques de référence DRIAS-2020. Ils sont consultables sur un site dédié publié par Météo-France en novembre 2022.

### Voies de communications et transports

#### Voies routières
- D27 par Toudon, Revest-les-Roches et Gilette[13].

#### Transports en commun
- Transport en Provence-Alpes-Côte d'Azur
- Ligne de Nice à Digne : Arrêt Malaussène-Massoins.
- Transport à la demande.

### Intercommunalité
Depuis le 1er janvier 2014, Tourette-du-Château fait partie de la communauté de communes des Alpes d'Azur. Elle était auparavant membre de la communauté de communes de la vallée de l'Estéron, jusqu'à la disparition de celle-ci lors de la mise en place du nouveau schéma départemental de coopération intercommunale.

## Urbanisme

### Typologie
Au 1er janvier 2024, Tourette-du-Château est catégorisée commune rurale à habitat dispersé, selon la nouvelle grille communale de densité à 7 niveaux définie par l'Insee en 2022.
Elle est située hors unité urbaine. Par ailleurs la commune fait partie de l'aire d'attraction de Nice, dont elle est une commune de la couronne,. Cette aire, qui regroupe 100 communes, est catégorisée dans les aires de 200 000 à moins de 700 000 habitants,.

### Occupation des sols
L'occupation des sols de la commune, telle qu'elle ressort de la base de données européenne d’occupation biophysique des sols Corine Land Cover (CLC), est marquée par l'importance des forêts et milieux semi-naturels (95,6 % en 2018), une proportion identique à celle de 1990 (95,6 %). La répartition détaillée en 2018 est la suivante : 
forêts (79,3 %), milieux à végétation arbustive et/ou herbacée (12,4 %), zones agricoles hétérogènes (4,4 %), espaces ouverts, sans ou avec peu de végétation (3,8 %).
L'évolution de l’occupation des sols de la commune et de ses infrastructures peut être observée sur les différentes représentations cartographiques du territoire : la carte de Cassini (XVIIIe siècle), la carte d'état-major (1820-1866) et les cartes ou photos aériennes de l'IGN pour la période actuelle (1950 à aujourd'hui).

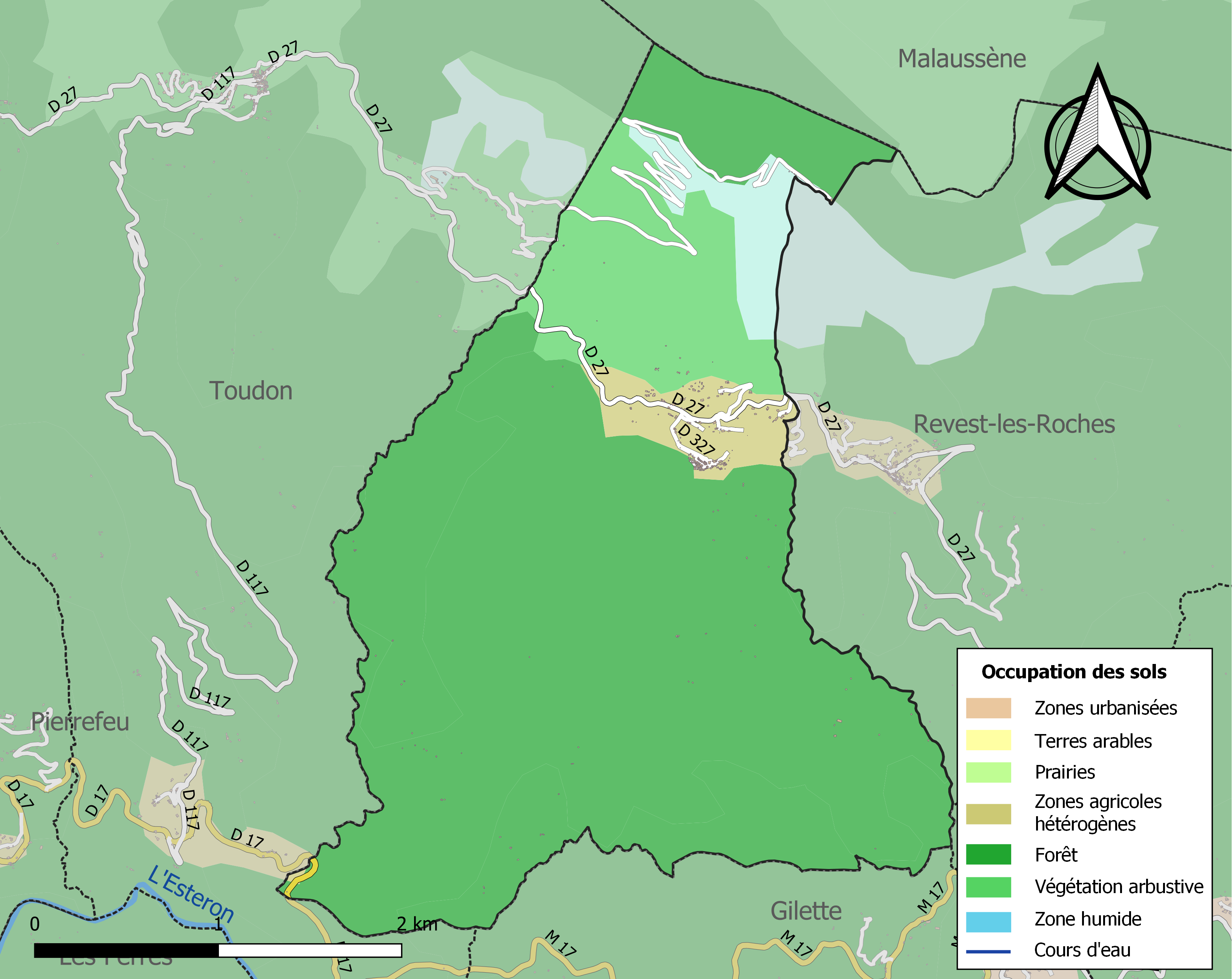
Carte de l'occupation des sols de la commune en 2018 (CLC).

## Histoire
En 1617 à Tourette-du-Château fut étranglé Annibal Grimaldi, à la suite de sa condamnation à mort pour trahison par le Sénat de Nice.
Définitivement français en 1860 à la suite du plébiscite pour le rattachement à la France qui s'est déroulé le dimanche 15 et le lundi 16 avril 1860, Tourette du Château et Revest les Roches se sont séparés en 1871.

## Politique et administration
| Période   | Période   | Identité                     | Étiquette | Qualité             |
| --------- | --------- | ---------------------------- | --------- | ------------------- |
| mars 2001 | mars 2008 | Jean-Claude Misuri-Masseglia |           |                     |
| mars 2008 | mars 2014 | Martine Asso-Chabaud         |           |                     |
| mars 2014 | En cours  | Laurent Baudoin              | SE        | Profession libérale |

### Budget et fiscalité 2023
En 2023, le budget de la commune était constitué ainsi :
- total des produits de fonctionnement : 191 000 €, soit 1 365 € par habitant ;
- total des charges de fonctionnement : 169 000 €, soit 1 204 € par habitant ;
- total des ressources d'investissement : 344 000 €, soit 2 454 € par habitant ;
- total des emplois d'investissement : 455 000 €, soit 3 251 € par habitant ;
- endettement : 161 000 €, soit 1 152 € par habitant.

Avec les taux de fiscalité suivants :
- taxe d'habitation : 9,71 % ;
- taxe foncière sur les propriétés bâties : 15,02 % ;
- taxe foncière sur les propriétés non bâties : 22,15 % ;
- taxe additionnelle à la taxe foncière sur les propriétés non bâties : 0,00 % ;
- cotisation foncière des entreprises : 0,00 %.

Chiffres clés Revenus et pauvreté des ménages en 2021 : médiane en 2021 du revenu disponible, par unité de consommation : 23 360 €.

## Économie

### Entreprises et commerces

#### Agriculture
- Agriculture et élevage.

#### Tourisme
- Restaurant à Revest-les-Roches.
- Gîtes.

#### Commerces
- Commerces et services de proximité à Revest-les-Roches, Gilette, Carros, Vence,

## Population et société

### Démographie

#### Évolution démographique
L'évolution du nombre d'habitants est connue à travers les recensements de la population effectués dans la commune depuis 1793. Pour les communes de moins de 10 000 habitants, une enquête de recensement portant sur toute la population est réalisée tous les cinq ans, les populations de référence des années intermédiaires étant quant à elles estimées par interpolation ou extrapolation. Pour la commune, le premier recensement exhaustif entrant dans le cadre du nouveau dispositif a été réalisé en 2006.

En 2022, la commune comptait 147 habitants, en évolution de +14,84 % par rapport à 2016 (Alpes-Maritimes : +2,85 %, France hors Mayotte : +2,11 %).
| 1793 | 1800 | 1806 | 1822 | 1848 | 1858 | 1861 | 1872 | 1876 |
| ---- | ---- | ---- | ---- | ---- | ---- | ---- | ---- | ---- |
| 316  | 301  | 339  | 384  | 400  | 385  | 385  | 191  | 198  |

| 1881 | 1886 | 1891 | 1896 | 1901 | 1906 | 1911 | 1921 | 1926 |
| ---- | ---- | ---- | ---- | ---- | ---- | ---- | ---- | ---- |
| 159  | 171  | 175  | 165  | 170  | 164  | 166  | 137  | 114  |

| 1931 | 1936 | 1946 | 1954 | 1962 | 1968 | 1975 | 1982 | 1990 |
| ---- | ---- | ---- | ---- | ---- | ---- | ---- | ---- | ---- |
| 79   | 80   | 67   | 58   | 38   | 39   | 23   | 38   | 66   |

| 1999 | 2006 | 2011 | 2016 | 2021 | 2022 | - | - | - |
| ---- | ---- | ---- | ---- | ---- | ---- | - | - | - |
| 89   | 114  | 117  | 128  | 142  | 147  | - | - | - |

### Enseignement
Établissements d'enseignements :
- Écoles maternelles et primaires à Toudon, Gilette, Pierrefeu,
- Collèges à Saint-Martin-du-Var, Carros,
- Lycées à Vence.

### Santé
Professionnels et établissements de santé :
- Médecins à Gilette, Bouyon,
- Pharmacies à Plan du Var-Levens, Saint-Martin-du-Var,
- Hôpitaux à Villars-sur-Var, Saint-Jeannet.

### Cultes
- Culte catholique, Paroisse Notre-Dame de Miséricorde[32], Diocèse de Nice.

## Culture locale et patrimoine

### Lieux et monuments
- Église Saint-Jacques[33]. Construite au XVIIe siècle.
- Chapelle Sainte-Anne[34]. Construite le 6 septembre 1683 par les habitants de Tourette-Revest.
- Oratoire Saint-Joseph[35].
- Fontaine de 1892[36].
- Monument aux morts[37].

### Personnalités liées à la commune
- Alain Roullier (1946-2014), écrivain, historien et homme politique se réclamant du nationalisme niçois, est enterré au cimetière de la commune[38].

### Héraldique
| Blason de Tourette-du-Château | Blason  | D'azur au château à deux tours couvertes et girouettées d'argent, posé sur un rocher du même et surmonté d'un écusson fuselé d'argent et de gueules. Devise / CriFirmum Sicut Saxum (Ferme comme un roc). |
| Blason de Tourette-du-Château | Détails | Le statut officiel du blason reste à déterminer. |